# Sim Kwon-Ho
Sim Kwon-Ho (Hangul, Corea del Sur, 10 de octubre de 1972) es un deportista surcoreano retirado especialista en lucha grecorromana donde llegó a ser campeón olímpico en Atlanta 1996 y Sídney 2000.

## Carrera deportiva
En los Juegos Olímpicos de 1996 celebrados en Atlanta ganó la medalla de oro en lucha grecorromana de pesos de hasta 48 kg, por delante del luchador bielorruso Aleksandr Pavlov (plata) y del ruso Zafar Guliyev (bronce). Cuatro años después, en las Olimpiadas de Sídney 2000 volvió a ganar la medalla de oro en la categoría de menor peso, que en esta ocasión era de por debajo de 54 kg.